# João de Deus Pinheiro
João de Deus Rogado Salvador Pinheiro GCC • GCIH (Lisboa, 11 de julho de 1945) é um engenheiro e político português.

## Biografia
Engenheiro químico,  licenciou-se pelo Instituto Superior Técnico da Universidade Técnica de Lisboa (1970) e doutorou-se pela Universidade de Birmingham (1976). 
Dedicado à universidade, começou por ser assistente na Universidade de Lourenço Marques (1970-1973), na então província ultramarina de Mocambique. Depois, ingressou na Universidade do Minho, onde ascendeu rapidamente na sua carreira, como professor auxiliar (1976), professor associado (1977) e professor catedrático (1979). 
Ainda antes de chegar à politica, foi nomeado para dois cargos de Administração Publica: vice-presidente da Junta Nacional de Investigação Científica e Tecnológica (1981-1982) e reitor da Universidade do Minho (1984-1985).
Militante do Partido Social Democrata, foi eleito deputado à Assembleia da República, nas IV, V e VI Legislaturas, e varias vezes chamado a funções governativas. 
Estreou-se como Secretário de Estado da Educação e Administração Escolar do VIII Governo Constitucional (1982-1983), da AD, e o segundo a ser chefiado por Francisco Pinto Balsemão. 
Depois, tendo sempre como Primeiro-Ministro Cavaco Silva, seria, sucessivamente, Ministro da Educação (1985), da Educação e Cultura (1986-1987) e dos Negócios Estrangeiros (1987-1992), ao longo dos X, XI e XII. 
Enquanto Ministro dos Negócios Estrangeiros, foi um dos negociadores do Acordo de Brioni (1991), que pôs fim à guerra na Eslovénia. 
O segundo português a ser nomeado para o cargo de Comissário Europeu — depois do também social-democrata António Cardoso e Cunha — deixou então o Governo de Cavaco Silva e rumou a Bruxelas em 1993, passando Durão Barroso a titular dos Negócios Estrangeiros de Cavaco. 
Em Bruxelas Deus Pinheiro integrou os últimos anos da Comissão de Jacques Delors, com a pasta da Cultura e Comunicação, mas, em 1995, passou a ocupar-se da área das relações das Comunidades Europeias com África, Caraíbas e países do Pacífico, já na Comissão de Jacques Santer.
De assinalar que antes, ainda membro do Governo de Cavaco, chegara a presidir ao Conselho de Ministros do Conselho da Europa (1990) e ao Conselho de Ministros da União Europeia (1992). 
A sua ligação a politica europeia seria retomada em 2004, quando o PSD, ainda liderado por Durão Barroso, o escolheu como cabeça-de-lista do partido às Eleições Europeias de 2004.  
Deixou então a Galp Energia, para cujo Conselho de Administração fora designado (2000-2005), para exercer o mandato de deputado e de vice-presidente do Parlamento Europeu (2004-2009). 
Além disso, ainda nos anos 2000, chegou a ser designado encarregado de missão para a Reforma da Administração Pública (2003-2004) pelo XV Governo, de Durão Barroso. 
Ja nas eleições legislativas de 2009, sendo o PSD liderado por Manuela Ferreira Leite, surge de novo como candidato a deputado ao Parlamento Português, pelo círculo de Braga. Ocuparia o cargo que ocupou por apenas meia hora, por ter renunciado ao mandato invocando razões pessoais.
Ainda no âmbito empresarial e privado, integrou os conselhos de administração da Lusotur (desde 2000), da Lusomundo (2003-2005) e do Grupo Panatlântica (desde 2007). 
Foi membro do Conselho Superior da Fundação Ilídio Pinho (2001-2007), administrador da Fundação Robert Schumann (2005-2009), presidente da Assembleia-Geral da World Monument Fund (desde 2005) e do Conselho Nacional da Indústria do Golfe (desde 2003).
É conhecida a sua dedicação à escrita e à prática de golfe.
Recebe uma subvenção mensal vitalícia de 3967 euros desde 27 de outubro de 2009.

## Polémicas

### Pagamentos à antiga Direção-Geral dos Desportos
Enquanto Ministro da Educação e Cultura, com puderes sobre a Direção-Geral dos Desportos e foi ouvido, como testemunha, no processo judicial relativo aos pagamentos ilegais do governo à antiga Direção-Geral dos Desportos, tendo o juiz de instrução concluído pela existência de despachos ilegais emitidos por João de Deus Pinheiro, enquanto ministro da Educação e Cultura. O juiz de instrução criminal referiu que só não havia sido apurada a responsabilidade criminal de João de Deus Pinheiro tendo em consideração que o Ministério Público não havia procedido a qualquer investigação ou acusação contra João de Deus Pinheiro.

### Noticia deO Independente
Em julho de 1991, Deus Pinheiro era dado como autor, pelo jornal O Independente,  de um furto. O objeto furtado era uma manta de um avião da TAP (usada pelos passageiros da classe executiva num voo Lisboa - Nova Iorque), no cumprimento das suas funções. 
No entanto, em janeiro de 1994, o jornal O Independente reconheceu a falsidade da notícia, alegando ter sido induzido em erro por fontes que julgava credíveis, e foi condenado a pagar uma indemnização à Associação de Pais e Amigos com Deficiência Mental de Braga, tendo sido também condenado a publicar um desmentido formal nos termos determinados pelo advogado de João de Deus Pinheiro. 
As fontes da falsa notícia terão sido Durão Barroso, que lhe sucedeu como ministro dos Negócios Estrangeiros, e António Martins da Cruz.

## Condecorações[7][8]
- Excelentíssimo Senhor Grã-Cruz da Real Ordem de Isabel a Católica de Espanha (20 de Março de 1989)
- Grã-Cruz do Mérito com Estrela e Banda da Ordem do Mérito da República Federal da Alemanha Ocidental (9 de Maio de 1989)
- Cavaleiro de Grã-Cruz da Ordem de Mérito da República Italiana de Itália (18 de Julho de 1990)
- Grã-Cruz da Ordem de Macários de Chipre (20 de Dezembro de 1990)
- Grã-Cruz da Ordem Real da Estrela Polar da Suécia (22 de Janeiro de 1991)
- Grande-Oficial da Ordem Nacional da Legião de Honra de França (28 de Janeiro de 1991)
- Grã-Cruz da Ordem da Rosa Branca da Finlândia (12 de Março de 1991)
- Grã-Cruz da Ordem de Orange-Nassau da Holanda (27 de Setembro de 1991)
- Grã-Cruz da Ordem de Ouissam Alaoui de Marrocos (6 de Fevereiro de 1992)
- Grã-Cruz da Ordem de Bernardo O'Higgins do Chile (20 de Julho de 1992)
- Grã-Cruz da Ordem do Dannebrog da Dinamarca (22 de Setembro de 1992)
- Grã-Cruz da Ordem Militar de Cristo de Portugal (9 de Junho de 1993)
- Grã-Cruz da Ordem do Infante D. Henrique de Portugal (30 de Janeiro de 2006)

## Obras publicadas
- Eu, abaixo assinado (2001)
- ... por Linhas Tortas (2002)

## Familia
Filho de Agostinho de Matos Salvador Pinheiro e de sua mulher Maria de Lourdes Rogado Pereira.
Casou com Maria Manuela Vieira Paisana, da qual tem uma filha e três filhos.

## Funções governamentais exercidas
- IX Governo Constitucional
  - Ministro da Educação
- X Governo Constitucional
  - Ministro da Educação e Cultura
- XI Governo Constitucional
  - Ministro dos Negócios Estrangeiros
- XII Governo Constitucional
  - Ministro dos Negócios Estrangeiros